# 面疔
面疔（めんちょう、面庁は誤記）とは、細菌感染症の一種。
毛嚢炎（疔）が、皮膚の敏感な部分、特に目や鼻の周辺に発生したものである。デパ虫 とも言われている。

## 原因
自然界に生息するダニが黄色ブドウ球菌を媒介して感染させる。
ダンボールなどに付着する埃の中に生息しているダニが、人間の皮膚に付着する。そしてダニが皮膚を噛むと、毛穴から黄色ブドウ球菌が侵入し増殖する。
女性よりも、男性のほうが感染しやすい。野外労働、肉体労働の機会が多いことに加え、化粧で結果的に素肌をガードしている女性に対し、化粧の習慣がない男性は素肌が守られていないからである。

## 経過
面疔は一般の虫刺されのように、赤く腫るものの１週間ほどで治癒する。だが患部を無理に潰して膿を強制的に排出すれば腫れそのものは早期に収まるが、完全な治癒は約3週間からひと月程に長引く。体質的に抵抗力が弱い者は、治療には抗生物質の錠剤が有効とされる。病巣部である眼窩や鼻腔、副鼻腔などは薄い骨を隔てて脳と接しているため、衰弱した場合や、高齢者など細菌に抵抗力が弱い者は髄膜炎や脳炎などを併発し、死に致る可能性もありうる。

## 予防
予防として、引越し、室内の掃除、空気の入れ替え、ホコリの除去、殺虫剤による処理などが必要である。ダンボールを扱うなど埃の多い環境で作業する場合は、作業後に必ず手を洗い、洗顔して埃を除去することが有効である。